# Schwäbisches Donaumoos
Schwäbisches Donaumoos este o arie protejată (arie de protecție specială avifaunistică — SPA) din Germania întinsă pe o suprafață de 2.592,66 ha, integral pe uscat.

## Localizare
Centrul sitului Schwäbisches Donaumoos este situat la coordonatele 48°30′18″N 10°16′28″E / 48.505°N 10.2744°E.

## Înființare
Situl Schwäbisches Donaumoos a fost declarat arie de protecție specială avifaunistică în septembrie 2006 pentru a proteja 38 de specii de animale.

## Biodiversitate
Situată în ecoregiunea continentală, aria protejată nu include niciun habitat protejat.
La baza desemnării sitului se află mai multe specii protejate de  păsări (38): pescăruș albastru (Alcedo atthis), gâscă cenușie (Anser anser), fâsă de luncă (Anthus pratensis), ciuf de câmp (Asio flammeus), egretă mare (Casmerodius albus albus), Charadrius dubius curonicus, barză albă (Ciconia ciconia ciconia), erete de stuf (Circus aeruginosus), erete vânăt (Circus cyaneus), cristeiul de câmp (Crex crex), lebădă de iarnă (Cygnus cygnus), ciocănitoarea de stejar (Dendrocopos medius), presură sură (Emberiza calandra), șoim de iarnă (Falco columbarius), Falco peregrinus peregrinus, muscar-gulerat (Ficedula albicollis), becațină comună (Gallinago gallinago), Grus grus grus, sfrâncioc roșiatic (Lanius collurio), gușă albastră (Luscinia svecica), gaia neagră (Milvus migrans), gaia roșie (Milvus milvus), codobatura galbenă (Motacilla flava), Numenius arquata arquata, grangur (Oriolus oriolus), vultur pescar (Pandion haliaetus), viespar (Pernis apivorus), bătăuș (Philomachus pugnax), ploier auriu (Pluvialis apricaria), Podiceps cristatus cristatus, pițigoi-pungar (Remiz pendulinus), lăstun de mal (Riparia riparia), mărăcinar (Saxicola rubetra), chiră de baltă (Sterna hirundo), silvie de câmp (Sylvia communis), Tachybaptus ruficollis ruficollis, fluierar de mlaștină (Tringa glareola), nagâț (Vanellus vanellus).